# USS Dewey (DD-349)
USS Dewey (DD-349) là một tàu khu trục lớp Farragut được Hải quân Hoa Kỳ chế tạo vào giai đoạn giữa hai cuộc thế chiến. Nó là chiếc tàu chiến đầu tiên của Hải quân Hoa Kỳ được đặt tên theo Đô đốc George Dewey (1837-1917), người chiến thắng trận chiến vịnh Manila trong cuộc Chiến tranh Tây Ban Nha-Hoa Kỳ. Dewey đã có mặt tại Trân Châu Cảng vào lúc diễn ra cuộc tấn công Trân Châu Cảng châm ngòi chiến tranh tại Thái Bình Dương, và đã phục vụ cho đến khi Chiến tranh Thế giới thứ hai kết thúc, được tặng thưởng 13 Ngôi sao Chiến trận. Nó bị bán để tháo dỡ năm 1946.

## Thiết kế và chế tạo
Dewey được đặt lườn vào ngày 16 tháng 12 năm 1932 tại xưởng tàu của hãng Bath Iron Works ở Bath, Maine. Nó được hạ thủy vào ngày 28 tháng 7, được đỡ đầu bởi cô A. M. Dewey, cháu gái bốn đời của đô đốc Dewey; và được đưa ra hoạt động vào ngày 4 tháng 10 năm 1934 dưới quyền chỉ huy của Hạm trưởng, Trung tá Hải quân H. W. Hill.

## Lịch sử hoạt động

### Trước chiến tranh
Sau hai chuyến đi huấn luyện đến vịnh Guantánamo, Cuba và Port-au-Prince, Haiti, Dewey khởi hành từ Norfolk, Virginia vào ngày 1 tháng 4 năm 1935 để đi San Diego, California, đến nơi vào ngày 14 tháng 4. Cho đến năm 1938, nó hoạt động chủ yếu từ San Diego trong các nhiệm vụ tại chỗ cũng như tham gia các cuộc luyện tập chiến thuật hạm đội, tập trận và thực hành định kỳ. Nó đi dọc theo vùng bờ Tây về phía Bắc đến tận Alaska và về phía Nam đến Callao, Peru, từng thực hiện ba chuyến đi đến vùng quần đảo Hawaii. Từ ngày 4 tháng 1 đến ngày 12 tháng 4 năm 1939, nó quay trở lại khu vực Đại Tây Dương cho cuộc tập trận Vấn đề Hạm đội hàng năm. Nó đi đến Trân Châu Cảng vào ngày 12 tháng 10 năm 1939, tham gia các cuộc thực tập chiến thuật, tập trận, cơ động hạm đội cho đến năm 1941

### Thế Chiến II
Khi Hải quân Đế quốc Nhật Bản tấn công Trân Châu Cảng vào ngày 7 tháng 12 năm 1941, Dewey đang được đại tu. Nó đã chống trả những kẻ tấn công bằng hỏa lực phòng không, và lên đường vào xế trưa hôm đó để tuần tra tại khu vực Hawaii. Vào ngày 15 tháng 12, nó gia nhập cùng Lực lượng Đặc nhiệm 11 để giải vây cho lực lượng Thủy quân Lục chiến trú đóng tại đảo Wake, nhưng nơi đây thất thủ vào ngày 23 tháng 12; chiếc tàu khu trục quay trở lại nhiệm vụ tuần tra sau đó. Đến tháng 2 năm 1942, nó lại gia nhập Lực lượng Đặc nhiệm 11 cho một kế hoạch tấn công lên Rabaul; lực lượng bị hai máy bay tuần tra đối phương phát hiện nên cuộc tấn công bị hủy bỏ, sau khi Dewey trợ giúp vào việc bắn rơi khoảng 18 máy bay ném bom đối phương tấn công. Nó tiếp tục hộ tống cho tàu sân bay Lexington trong việc không kích lên Lae và Salamaua, New Guinea vào ngày 10 tháng 3, và quay trở về Trân Châu Cảng vào ngày 26 tháng 3.
Lực lượng Đặc nhiệm 11 khởi hành từ Trân Châu Cảng vào ngày 15 tháng 4 năm 1942 để hoạt động tại khu vực quần đảo Solomon. Tin tức nhận được vào ngày 5 tháng 5 về việc quân Nhật tiến quân đến Port Moresby, nên nhóm của Dewey gia nhập cùng tàu sân bay Yorktown để tham gia Trận chiến biển Coral. Khi tàu sân bay Lexington phải chịu đựng không kích ác liệt, Dewey đã trợ giúp khi dựng lên hành rào hỏa lực phòng không ngăn chặn, và năm người đã bị thương do hỏa lực càn quét của máy bay đối phương. Khi Lexington bị đánh trúng và các đám cháy hoàn toàn không thể kiểm soát được nữa, nó bị bỏ lại, và Dewey đã cứu vớt 112 người sống sót từ chiếc tàu sân bay. Nó hộ tống cho Yorktown bị hư hại đi đến Noumea vào ngày 12 tháng 5, rồi hộ tống cho tàu sân bay Enterprise về đến Trân Châu Cảng vào ngày 25 tháng 5.
Dewey khởi hành ba ngày sau đó cùng lực lượng đặc nhiệm Enterprise. Trong suốt trận Midway diễn ra từ ngày 2 đến ngày 6 tháng 6, nó đã hộ tống cho Platte. Quay trở về Trân Châu Cảng vào ngày 9 tháng 6, Dewey đã hộ tống cho Saratoga khi chiếc tàu sân bay chuyển một liên đội máy bay đến Midway từ ngày 22 đến ngày 29 tháng 6. Vào ngày 7 tháng 7, nó lên đường cho cuộc đổ bộ lên Guadalcanal, nơi nó bắn phá vào ngày 7 tháng 8. Vào ngày tấn công đầu tiên, Dewey đã bắn vào các máy bay ném bom bổ nhào tấn công; mảnh bom đã làm bị thương một người của nó. Nó đã tiến đến để trợ giúp cho tàu khu trục Jarvis lấy lại động lực, và kéo chiếc George F. Elliott cho đến khi những hư hại của chiếc này nghiêm trọng đến mức phải bỏ lại; Dewey đã cứu vớt 40 người sống sót từ chiếc tàu vận chuyển.
Dewey tiếp tục ở lại khu vực Solomons để bảo vệ các tuyến đường liên lạc và tiếp liệu, và đã bảo vệ cho Saratoga trong quá trình trận chiến Đông Solomons vào ngày 24 tháng 8 năm 1942. Nó hộ tống cho Saratoga bị hư hại do trúng ngư lôi vào ngày 31 tháng 8 quay trở về Trân Châu Cảng, đến nơi vào ngày 23 tháng 9, và sáu ngày sau đã lên đường để đại tu tại San Francisco. Vào ngày 27 tháng 12 năm 1942, nó lên đường nhận nhiệm vụ tại vùng biển Alaska. Khi tàu chị em Worden bị mắc cạn tại Amchitka, Dewey đã nỗ lực kéo nó ra khỏi dãy đá ngầm, và sau đó đã cứu vớt những người sống sót khi hoàn cảnh thời tiết bão tố buộc phải bỏ lại Worden. Vào ngày 7 tháng 4 năm 1943, Dewey lên đường đi San Pedro, California để hộ tống một đội tấn công đi đến Attu cho một đợt tấn công vào ngày 11 tháng 5. Nó cũng tham gia vào cuộc tấn công lên Kiska vào ngày 15 tháng 8, trước khi hộ tống một đoàn tàu vận tải LST đi San Francisco đến nơi vào ngày 19 tháng 9.
Khởi hành từ San Diego vào ngày 13 tháng 1 năm 1944, Dewey đi đến ngoài khơi Kwajalein vào ngày 31 tháng 1, và đã phục vụ như tàu hộ tống cho cuộc không kích của tàu sân bay lên Majuro vào ngày 11 tháng 2, và cuộc tấn công đổ bộ lên Eniwetok vào ngày 18 tháng 2. Nó hộ tống các đoàn tàu vận tải đi lại giữa Eniwetok, Roi và Majuro, cũng như bắn phá đảo san hô Mille vào các ngày 17–18 tháng 3. Từ ngày 22 tháng 3 đến ngày 6 tháng 6, nó hoạt động trong thành phần bảo vệ cho Lực lượng Đặc nhiệm 58 tham gia các cuộc không kích lên Palau, Yap, Ulithi và Woleai; cuộc tấn công chiếm đóng Hollandia vào các ngày 21-22 tháng 4, và đợt tấn công Truk từ ngày 29 tháng 4 đến ngày 1 tháng 5. Vào ngày 6 tháng 6, nó lên đường hộ tống các tàu sân bay cho các cuộc càn quét Tinian và Saipan vào ngày 11 tháng 6, rồi bắn phá Saipan và Tinian trong các ngày 13 và 14 tháng 6, khi nó bắn vào một xà lan đối phương và bắn cháy một kho dầu. Trong chiến dịch đổ bộ lên quần đảo Mariana, chiếc tàu khu trục đã bảo vệ các tàu sân bay vào lúc diễn ra Trận chiến biển Philippines vào các ngày 19-20 tháng 6, cứu vớt nhiều phi công bị buộc phải hạ cánh xuống biển lúc hết nhiên liệu khi trời tối.
Dewey tham gia hộ tống các tàu vận chuyển vào ngày 1 tháng 7 năm 1944 cho cuộc tấn công lên Guam. Nó hỗ trợ hỏa lực cho các đội trinh sát, bảo vệ hoạt động của các đội phá hoại dưới nước (UDT), bắn phá quấy rối ban đêm và tuần tra cho đến ngày 28 tháng 7, khi nó lên đường cho một đợt đại tu ngắn tại Xưởng hải quân Puget Sound. Chiếc tàu khu trục lại ra khơi vào ngày 30 tháng 9 năm 1944 để tham gia đội tiếp liệu của Đệ Tam hạm đội vào ngày 10 tháng 10. Nó hộ tống đội này trong các hoạt động tiếp nhiên liệu phục vụ cho cuộc chiếm đóng Philippines, cho đến khi gặp phải một cơn bão vào ngày 18 tháng 12, vốn làm mất ba tàu khu trục và làm hư hại hầu hết tàu chiến của Đệ Tam hạm đội. Dewey bị mất điện toàn bộ lúc giữa trưa, bị sóng đánh lật nghiêng cho đến 75°, và ống khói trước bị xé rách ném xuống sàn chứa xuồng. Sau khi hoàn tất việc sửa chữa tại Ulithi, nó gia nhập trở lại hạm đội vào ngày 8 tháng 2 năm 1945, đi đến ngoài khơi Iwo Jima vào ngày 17 tháng 2, nơi nó trợ giúp vào việc dập lửa cho chiếc Patuxent. Trợ giúp cho lực lượng Thủy quân Lục chiến tấn công hòn đảo này từ ngày 19 tháng 2, nó đã giúp đẩy lui một đợt phản công của quân Nhật khi bắn pháo sáng soi chiếu chiến trường trong đêm 23 tháng 2.
Sau khi hộ tống một đoàn tàu đi đến Leyte từ ngày 4 đến ngày 6 tháng 3 năm 1945, Dewey gia nhập trở lại đội tiếp liệu cho trận Okinawa, bảo vệ các tàu chở dầu khi chúng tiếp nhiên liệu cho các tàu sân bay cho các cuộc không kích chuẩn bị, cùng các cuộc không kích tại khu vực Viễn Đông, vốn kéo dài cho đến khi chiến tranh kết thúc. Vào ngày 21 tháng 8, nó lên đường quay trở về Hoa Kỳ, về đến San Diego vào ngày 7 tháng 9, rồi tiếp tục đi sang vùng bờ Đông, đi đến Xưởng hải quân Brooklyn vào ngày 25 tháng 9. Dewey được cho xuất biên chế vào ngày 19 tháng 10 năm 1945 và bị bán để tháo dỡ vào ngày 20 tháng 12 năm 1946.

## Phần thưởng
Dewey được tặng thưởng mười ba Ngôi sao Chiến trận do thành tích phục vụ trong Chiến tranh Thế giới thứ hai.